# Uwe Schulten-Baumer
Uwe Schulten-Baumer (14 de enero de 1926–28 de octubre de 2014) fue un jinete alemán que compitió en la modalidad de doma.
Ganó cuatro medallas en el Campeonato Mundial de Doma, en los años 1978 y 1982, y siete medallas en el Campeonato Europeo de Doma entre los años 1977 y 1985.

## Palmarés internacional
| Campeonato Mundial | Campeonato Mundial     | Campeonato Mundial | Campeonato Mundial |
| Año                | Lugar                  | Medalla            | Categoría          |
| ------------------ | ---------------------- | ------------------ | ------------------ |
| 1978               | Goodwood (Reino Unido) | Medalla de oro     | Por equipos        |
| 1978               | Goodwood (Reino Unido) | Medalla de plata   | Individual         |
| 1982               | Lausana (Suiza)        | Medalla de oro     | Por equipos        |
| 1982               | Lausana (Suiza)        | Medalla de bronce  | Individual         |
| Campeonato Europeo |                        |                    |                    |
| Año                | Lugar                  | Medalla            | Categoría          |
| 1977               | San Galo (Suiza)       | Medalla de oro     | Por equipos        |
| 1977               | San Galo (Suiza)       | Medalla de bronce  | Individual         |
| 1979               | Århus (Dinamarca)      | Medalla de oro     | Por equipos        |
| 1981               | Laxenburg (Austria)    | Medalla de oro     | Individual         |
| 1981               | Laxenburg (Austria)    | Medalla de oro     | Por equipos        |
| 1983               | Aquisgrán (RFA)        | Medalla de oro     | Por equipos        |
| 1985               | Copenhague (Dinamarca) | Medalla de oro     | Por equipos        |